# Rosinda
La Rosinda (título original en italiano; en español, Rosinda) es una ópera en tres actos y un prólogo, con música de Francesco Cavalli y un libreto en italiano de Giovanni Faustini. Se estrenó en el año 1651 en el Teatro San Apollinare de Venecia y fue repuesta en Nápoles y/o Florencia en 1653 bajo el título Le magie amorose. 
La ópera se ha representado en 2008 en Alemania (Potsdam y Bayreuth) con Francesca Lombardi Mazzulli en el rol titular.